# Žuvintas (See)
Das Naturschutzgebiet Žuvintas liegt im westlichen Teil Litauen ca. 20 km südwestlich von Kaunas. Es besteht aus dem namensgebenden 970 ha großen Zuvintas-See, der von Schilfsümpfen, Seegenried-Gebieten und Mooren umgeben ist. Erste Bereiche wurden bereits 1937 durch Bemühungen des Ornithologen Tadas Ivanauskas als Schutzgebiet ausgewiesen. Er erkannte, dass der See einen wichtigen Rast- und Brutplatz für viele Vogelarten darstellt. Das Ramsar-Schutzgebiet ist Teil des sehr viel größeren UNESCO-Biosphärenreservat Zuvinates, es ist das erste und bisher einzige UNESCO-Biosphärenreservat Litauens.

## Geographie und Geologie
Das Schutzgebiet befindet sich in der Rajongemeinde Alytus, südlich der Autobahn A16 in einer Senke der limnoglazialen Ebene, neben dem See mit einer Fläche von 970 ha, gibt es zwei Hochmoor-Bereiche mit etwa 3400 ha, Niedermoor-Bereichen mit insgesamt 2000 ha und umgebenden Wäldern. Der See ist mit einer maximalen Wassertiefe von 3,4 m sehr flach.
Der See und seine Umgebung entstand während der Weichsel-Eiszeit, durch Gletscherbewegungen bildeten sich Moränen, Drumlinen und Glazialseen, durch Sedimentation und organische Ablagerungen wurde der Seeboden langsam verfüllt, sodass der See mit der Zeit verflachte.

## Fauna und Flora
Wichtigster Ausgangspunkt für das Gedeihen von Flora und Fauna ist der Bewuchs auf und im Zuvintas-See, der Seegrund ist mit verschiedenen Arten von Armleuchteralgen und Laichkräutern bewachsen, auf dem See befinden sich schwimmende Inseln aus Schmalblättriger Rohrkolben, im See befinden sich große Gemeinschaften von Seerosengewächsen wie die Kleine Seerose Nymphaea candida und die Gelbe Teichrose Nuphar lutea. Im südöstlichen Bereich des Sees befinden sich große Schilf- und Seegenriedflächen (hauptsächlich bestehend aus Steife Segge Carex omskiana, Draht-Seege Carex. Diandra und Zweizeilige Segge Carex. Disticha). Die Baumbestände an den Hängen bestehen aus Moorkiefernwäldern, in den feuchteren und nasseren Bereichen findet man sehr viele Schwarzerlen.
Das Schutzgebiet ist ein wichtiger Rast- und Brutplatz für viele Vogelarten, alleine der Haubentaucher Podiceps cristata ist mit ca. 330 Brutpaaren vertreten, auch Tafel- uns Stockenten sind sehr zahlreich vertreten. Der Zuvintas-See war der Ausgangspunkt für die Wiederansiedlung des Höckerschwans Cygnus olor in Litauen, aktuell brüten 20–30 Paare im Schutzgebiet. In den Wäldern um den See findet man Elche, Rehe und Wildschweine, aber auch seltene Tierarten wie Fischotter, Wiesenweihe und Wespenbussard sind mit einigen Exemplaren vertreten.
Die wissenschaftlichen Arbeiten im Schutzgebiet umfassen neben Studien zur Hydrobiologie und über die Pflanzenwelt vor allem Arbeiten zur Ornithologie, zu der auch ein Vogelberingungsprogramm gehört.

## Tourismus
Das Schutzgebiet verfügt über ein Besucherzentrum bei der Ortschaft Verebiejai mit einer Ausstellung und Kursen für Schüler und Studenten, Touristen können das Schutzgebiet über einen Naturlehrpfad betreten, das Betreten des restlichen Gebiets ist allerdings eine gesonderte Genehmigung erforderlich. zum Beispiel für wissenschaftliche Arbeiten, betreten werden.